# Všemina
Všemina (en allemand : Wschemin) est une commune du district et de la région de Zlín, en République tchèque. Sa population s'élevait à 1 134 habitants en 2020.

## Géographie
Všemina se trouve à 11 km au sud-ouest de Vsetín, à 17 km au nord-est de Zlín, à 93 km à l'est-nord-est de Brno et à 264 km au sud-est de Prague.
La commune est limitée par Liptál à l'est, par Jasenná et Dešná au sud, par Neubuz à l'ouest et par Trnava au nord-ouest.

## Histoire
La première mention écrite du village date de 1373.

## Transports
Par la route, Všemina se trouve à 12 km de Vsetín, à 20 km de Zlín, à 110 km de Brno et à 316 km de Prague.